# Технеций
Технецият е химичен елемент, метал с атомен номер 43 и символ Tc в периодичната система на елементите на Менделеев. Това е най-лекият химичен елемент без стабилен изотоп.
Атомната маса на технеция е 98,906 u. Той е радиоактивен и изкуствено създаден химичен елемент. Преходен метал.

## Приложение
Технецият се използва в медицината за туморна локализация.

## Физични свойства
Технецият по външен вид прилича на платината. В компактно състояние е устойчив на въздуха.

## Химични свойства
Във вид на прах технецият изгаря до висшия си оксид Tc2O7, а с флуора образува смес от TcF5.TcF7. Технецият се намира след водорода в реда на стандартните потенциали и се разтваря само в азотна (HNO3) и сярна киселина (H2SO4). Разтваря се и в бромна вода при загряване, при което се получава пертехнециева киселина (HTcO4).
Оксохалогенидите на технеция са по-стабилни от тези на мангана, но във воден разтвор те хидролизират. Те имат състав TcOX3, TcOX4, TcO2X2 и др. Например оксотехнециевият тетрахлорид хидролизира и се образува пертехнициева киселина:
3TcOCl4 + 7H2O → 2HTcO4 + TcO2 + 12HCl.
Единствено технецият от групата образува само два оксида: TcO2 и Tc2O7. Технециевият диоксид може да се получи при редукция на разтвори, съдържащи пертехнати (TcO-
4) йони с Zn и HCl и следващо дехидратиране при загряване на разтворите. Получава се кафява утайка от TcO2. Технециевият диоксид е най-стабилният от оксидите на трите метали в 7Б група.
Дитехнециевият хептаоксид е жълт прах с ниска температура на топене -119 °C. Той е летлив и може да се отдели от кисели разтвори дори при нагряване. Разтваря се във вода и при бавно изпарение на тези разтвори отделя киселината си. Всъщност при процеса се получават червени кристали от HTcO4. Разтворът е силна киселина, но слаб окислител. Пертехнатният анион е особено стабилен в алкална среда.